# Привид (фільм, 1990)
«Привид» (англ. Ghost) — американська містична кінодрама 1990 року, знята режисером Джеррі Цукером, з Патріком Свейзі і Демі Мур у головних ролях. Стрічку відзначили низкою нагород та номінацій, у тому числі п'ять номінацій на премію «Оскар» 1991 року, дві з яких виявилися переможними (за найкращий оригінальний сценарій і найкращу жіночу роль другого плану). Картина з успіхом пройшла в прокаті, зібравши 217 мільйонів доларів у США й 290 мільйонів доларів в решті країн світу.

## Сюжет
Дія фільму відбувається в Нью-Йорку близько 1990 року. Молода закохана пара Сем Віт та Моллі Дженсен переїздять до нової квартири. Їхнє спільне життя тільки-но починається і сповнене клопотами. Поза тим, Сем натрапляє на певні розходження в рахунках фірми. Його товариш і колега Карл Брюнер пропонує провести розслідування, але Сем відкидає цю ідею та вирішує з'ясувати все самостійно. Того ж вечора, вертаючись із театру, Моллі й Сем стикаються із грабіжником Віллі Лопесом, який стріляє в Сема. Сем біжить за Лопесом вулицею, але не встигає його наздогнати.
Повернувшись до Моллі, Сем бачить, що його кохана когось оплакує. Придивившись, він помічає, що це його власне тіло. Сема можуть бачити лише інші привиди, живі ж його не бачать. Він також не може доторкатися речей (рухати ними до снаги тільки досвідченим полтергейстам, які застрягли між двох світів). Сем завіюється до салону спіритичних послуг, у якому псевдомедіум Ода Мей Браун видурює в довірливих клієнтів гроші. Та з візитом Сема Ода Мей дійсно почула голос потойбіччя. Злякавшись, вона ховається в шафі, яку використовувала для фокусів зі своєю магічною появою. У цій шафі Сем її знаходить і просить звернутись до Моллі та попередити про небезпеку, яка на неї чатує.
Згодом Сем дізнається, що пограбування, під час якого його вбили, було сплановане заздалегідь. Ода Мей іде до Моллі й каже в домофон, що привид Сема її переслідує та попереджає про небезпеку. Моллі не вірить їй і не відчиняє дверей. Сем у відчаї. Він згадує речі, про які могли знати лише вони з Моллі. Про старий светр і білизну, яку носить Моллі, про різні спогади розповідала Ода Мей, стоячи під вікнами квартири Моллі. Моллі виходить з дому, проте, навіть зустрівшись із провидицею в кав'ярні, не вірить її словам. Нічого не діяло, поки Сем не порадив Оді крикнути слово «Навзаєм». Це було їхнє з Моллі кодове слово, яке пара використовувала замість вислову «Я тебе кохаю». Ода розповіла про підступний план Віллі Лопеса, але Моллі налаштована скептично. Вона розповідає Карлу про візит Оди Мей. Карл переконує її в тому, що екстрасенс — шахрайка.
Тим часом Сем слідкує за Карлом і дізнається, що він найняв Віллі, щоб пограбувати Сема з його книги банківських паролів. Карл потребує паролів, щоб відмити 4 мільйони доларів грошей на наркотики за рахунок рахунку, що зберігається вигаданою «Ритою Міллер» для своїх злочинних роботодавців. Він проникає в квартиру Моллі, бере книгу, а згодом намагається спокусити її, поки розлючений Сем ненавмисно не стукає над кардинальною рамкою. Сем повертається до метро і переконує жорстокого привида навчити його зосереджувати свої емоції та надійно взаємодіяти з фізичним світом.
Сем відвідує Ода Мей, яка стала популярною серед привидів, намагаючись зв'язатися з живими, і переконує її позувати як Ріта Міллер, щоб зняти гроші на наркотики, які вона дарує на благодійність сестрам святині; Моллі свідчить про транзакцію під час відвідування банку. Як Карл панікує про зниклі гроші та загрози смертю від його власників, Сем використовує свої здібності, щоб мучити його. Карл відвідує Моллі, щоб обговорити переслідування, і вона мимоволі виявляє, що Ода Мей відкликала гроші. Сем нападає на Карла, поки він не погрожує вбивством Моллі, якщо гроші не повернуться тієї ночі. Карл і Віллі подорожують протистояти Оді Мей, але Сем попереджає її ховатися перед тероризацією Віллі, внаслідок чого він біжить на дорогу і вразить машину. З'являються тіньові фігури і перетягують кричучий привид Віллі.
Ода Мей і Сем повертаються до квартири Моллі, щоб переконати її, що він справді присутній. Після того, як Моллі закликає поліцію, щоб повідомити про Карла, Ода Мей дозволяє Сему володіти нею, щоб він міг танцювати з Моллі. Однак володіння залишає його ослабленим і не може допомогти, коли Карл пробивається в квартиру. Карл бере Моллі в заручнику і вимагає грошей, але Сем одужає вчасно, щоб напасти на нього. У паніці Карл розгойдує підвісний металевий гачок у напрямку Сема і намагається втекти через вікно, але гачок повертається назад і розбиває віконну панель, внаслідок чого великий осколок скла вбиває його. Сем спостерігає, як тіньові фігури відтягують Карла.
Коли Сем перевіряє Моллі та Ода Мей, промінь світла повертається, що дозволяє їм бачити і почути його. Сем дякує Оді Мей за всю свою допомогу і цілує Моллі, кажучи їй, що він кохає її. Вона відповідає: «Навзаєм», перш ніж Сем заходить у світло.

## У ролях
- Патрік Свейзі — Сем Віт
- Демі Мур — Моллі Дженсен
- Вупі Голдберг — Ода Браун
- Тоні Голдуїн — Карл Брунер
- Рік Авілес — Віллі Лопес
- Брюс Джарчоу — Лайл Фергюсон
- Анджеліна Естрада — Роза Сантьяго
- Філ Лідс — привид у лікарні
- Вінсент Скіавеллі — привид у метро
- Гейл Боггс — сестра Оди Браун
- Армелія Макквін — сестра Оди Браун
- Стенлі Лоуренс — чоловік у ліфті
- Крістофер Дж. Кін — чоловік у ліфті
- Сьюзен Бресло — Сьюзен
- Мартіна Дейнан — Роза
- Шарон Бресло — привид на цвинтарі
- Джон Х'ю — хірург
- Сем Цуцувас — священик
- Рік Клебер — перевізник меблів
- Мака Фоулі — перевізник меблів
- Том Керлі — робітник
- Стівен Рут — сержант
- Лора Дрейк — жінка-поліцейський
- Оджі Блант — Орландо
- Вів'єн Боннель — Ортіша
- Дерек Томпсон — друг Ортіші
- Дж. Крістофер Салліван — привид
- Альма Белтран — привид
- Шарлотта Зукер — банківська службовиця
- Том Фіннеген — охоронець банку
- Вільям Корт — співробітник банку
- Саїд Фарай — таксист
- Сондра Рабін — черниця
- Фей Бріннер — черниця
- Мінні Саммерс Ліндсі — роль другого плану
- Мейбл Локрідж — роль другого плану
- Майк Життлов — епізод

## Знімальна група
- Режисер — Джеррі Цукер
- Сценарист — Брюс Джоел Рабін
- Оператор — Едам Грінберг
- Композитори — Алекс Норт, Моріс Жарр
- Художники — Джейн Маскі, Марк Менсбрідж
- Продюсери — Стівен-Чарльз Жаффе, Брюс Джоел Рабін, Говард У. Кох, Ліза Вайнштайн